# 达利涅戈尔斯克
達利涅戈爾斯克（羅馬化：Dalnegorsk，直译：「“遠山城”」）是俄罗斯滨海边疆区的一座城市。

## 歷史
清朝時名叫珠其河，原是中國領土，1860年因北京条约割让給俄罗斯帝国。俄語原名爲Тютиха，譯自中國名「珠其河」，後交換音節改爲捷秋赫（Те́тюхе），一直沿用到1972年。該地名有「野豬河」「豬之河」「九曲河」等多種錯誤翻譯，但基本都是俄羅斯漢學家沒有依據的猜測。如阿爾謝尼耶夫《在烏蘇里的莽林中》使用「野豬河」，并錯誤解釋爲「这里的野猪有一次咬死了两个猎人」。在1972年俄羅斯遠東地區地名變更中改为今名，俄语意为“遥远的山城”。2010年时有人口37,503人。
该地以611高地UFO事件而闻名于世。